# Grasseiteles ciliator
Grasseiteles ciliator är en stekelart som beskrevs av Aubert 1965. Grasseiteles ciliator ingår i släktet Grasseiteles och familjen brokparasitsteklar. Inga underarter finns listade i Catalogue of Life.